# Clusia magnoliiflora
Clusia magnoliiflora är en tvåhjärtbladig växtart som beskrevs av M.H.G.Gust.. Clusia magnoliiflora ingår i släktet Clusia och familjen Clusiaceae. Inga underarter finns listade i Catalogue of Life.